# Peperomia argyroneura
Peperomia argyroneura là một loài thực vật có hoa trong họ Hồ tiêu. Loài này được Lauterb. & K. Schum. miêu tả khoa học đầu tiên năm 1905.